# Albert Einstein World Award of Science
Der Albert Einstein World Award for Science ist ein jährlich von der World Cultural Council vergebener Wissenschaftspreis. Er ist mit 10.000 Dollar dotiert und nach Albert Einstein benannt.

## Preisträger
- 1984 Ricardo Bressani
- 1985 Werner Stumm
- 1986 M. S. Swaminathan
- 1987 Hugh Esmor Huxley
- 1988 Margaret Burbidge
- 1989 Martin Kamen
- 1990 Gustav Nossal
- 1991 Albrecht Fleckenstein
- 1992 Raymond Lemieux
- 1993 Ali Javan
- 1994 Frank Sherwood Rowland
- 1995 Herbert Jasper
- 1996 Alec John Jeffreys
- 1997 Jean-Marie Ghuysen
- 1998 Charles R. Goldman
- 1999 Robert Allan Weinberg
- 2000 Frank Fenner
- 2001 Niels Birbaumer
- 2002 Daniel Hunt Janzen
- 2003 Martin Rees
- 2004 Ralph J. Cicerone
- 2005 John Hopfield
- 2006 Ahmed Zewail
- 2007 Fraser Stoddart
- 2008 Ada Yonath
- 2009 John Houghton
- 2010 Julio Montaner
- 2011 Geoffrey Ozin
- 2012 Michael Grätzel
- 2013 Paul Nurse
- 2014 Philip Cohen
- 2015 Ewine van Dishoeck
- 2016 Edward Witten
- 2017 Omar Yaghi
- 2018 Jean-Pierre Changeux
- 2019 Zhong Lin Wang
- 2022 Victoria M. Kaspi
- 2023 Christoph Gerber
- 2024 Eske Willerslev
- 2025 Mercouri G. Kanatzidis[1]